# Office québécois de la langue française
Pour les articles homonymes, voir Office de la langue française.
 (avril 2025).
Si vous disposez d'ouvrages ou d'articles de référence ou si vous connaissez des sites web de qualité traitant du thème abordé ici, merci de compléter l'article en donnant les références utiles à sa vérifiabilité et en les liant à la section « Notes et références ».
L’Office québécois de la langue française (OQLF) est une institution publique québécoise chargée de mettre en œuvre différents aspects de la politique linguistique du Québec. Elle a été créée le 24 mars 1961 sous le nom d'Office de la langue française (OLF).
La Charte de la langue française, adoptée par l’Assemblée nationale du Québec en 1977, augmenta ses responsabilités en y ajoutant l’application de la politique linguistique du Québec. Deux nouveaux organismes furent alors créés, soit le Conseil de la langue française et la Commission de toponymie.
Cette institution est à l’origine du Grand dictionnaire terminologique (GDT) et de la Banque de dépannage linguistique (BDL).

## Historique
Le 1er avril 1961, dans la province canadienne de Québec, entre en vigueur la loi instituant le ministère des Affaires culturelles. Cette loi prévoit aussi la création de l’Office de la langue française (OLF). L’organisme, né dans la foulée de la Révolution tranquille à l’instigation de Georges-Émile Lapalme, a alors pour mission de veiller à la correction et à l’enrichissement de la langue parlée et écrite.

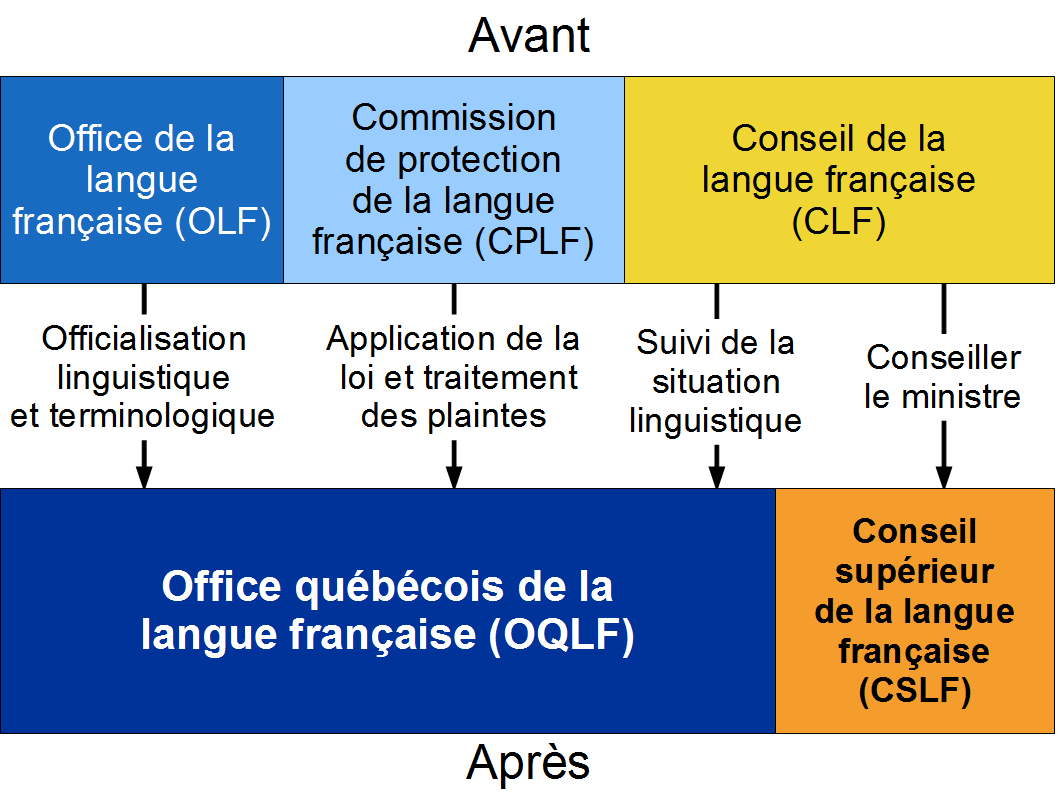
Diagramme illustrant les transferts de responsabilités à la suite de la loi no 104.

Le 28 novembre 1969, la Loi pour promouvoir la langue française au Québec est sanctionnée. Cette loi élargit le mandat de l’Office et elle introduit la notion du droit de travailler en français.
En 1974, la Loi sur la langue officielle est adoptée. Elle vise à renforcer le statut et l’usage du français au Québec et confie à l’Office, devenu la Régie de la langue française, un rôle déterminant dans la mise en œuvre de ses dispositions. Comme son nom l’indique, la nouvelle loi proclame le français langue officielle du Québec.
Le 26 aout 1977 est sanctionnée la Charte de la langue française. Première loi linguistique à caractère obligatoire, elle reprend plusieurs éléments de la Loi sur la langue officielle, dont elle accroit la portée, et elle renforce de façon substantielle le statut de la langue française au Québec. Pour sa mise en œuvre, la Charte institue, outre l'Office de la langue française, la Commission de toponymie, la Commission de surveillance et le Conseil de la langue française.
En 2002, la Loi modifiant la Charte de la langue française (loi 104) fusionne l'Office de la langue française et la Commission de la protection de la langue française au sein de l'Office québécois de la langue française (OQLF). Deux nouveaux mandats, le traitement des plaintes et le suivi de la situation linguistique sont alors confiés à l'Office québécois de la langue française. L'organisme a aussi institué deux comités présidés chacun par un membre de l’Office : le Comité d'officialisation linguistique et le Comité de suivi de la situation linguistique.

## Mission et mandats
L’Office québécois de la langue française, institué par la Charte, a pour mission : 
- d’assurer le respect de la Charte ;
- de veiller à ce que le français soit la langue normale et habituelle du travail, des communications, du commerce et des affaires dans les entreprises ;
- de veiller à la mise en œuvre des programmes de conformité de l’Administration ainsi qu’à la mise en application des mesures de francisation des entreprises, y compris des services d’apprentissage du français au sein de ces dernières, le cas échéant en collaboration avec Francisation Québec ;
- de définir et de conduire la politique québécoise en matière d’officialisation linguistique et de terminologie ;
- de surveiller l’évolution de la situation linguistique au Québec et d’en faire rapport au moins tous les cinq ans au ou à la ministre, notamment en ce qui a trait à l’usage et au statut de la langue française ainsi qu’aux comportements et aux attitudes des différents groupes linguistiques.

## Services
Les pages du site Web de l’OQLF présentent de nombreuses ressources sur la langue française, sur les aspects règlementaires et légaux, et des services destinés à aider les consommateurs, les travailleurs et les citoyens à faire valoir leurs droits linguistiques dans un pays où la pression de l’anglais est très forte.
Certaines ressources linguistiques sont utiles pour l’ensemble de la communauté francophone, en particulier le Grand dictionnaire terminologique, base de données terminologique comprenant près de trois-millions de termes, donnant définitions et équivalences avec l’anglais et, lorsque pertinent, le latin. Cet outil gratuit en ligne est destiné aux rédacteurs souhaitant éviter les anglicismes et les termes considérés comme désuets ou non recommandés. La Banque de dépannage linguistique est également d’intérêt général.

## Récompenses
Plusieurs distinctions sont attribuées par l’OQLF pour récompenser les personnes et les organisations qui contribuent à la survie de la langue française en Amérique. Elles sont distribuées dans le cadre du Grand gala des Mérites du français, qui a lieu chaque année, habituellement en mars pendant la Francofête.
L’OQLF récompense également les efforts de francisation des personnes et des organisations. Depuis plus de 20 ans, l’Office leur remet le Mérite du français au travail, dans le commerce et dans les technologies de l'information (le Mérite du français au travail et dans le commerce et Mérite du français dans les technologies de l'information étaient autrefois remis séparément).
Depuis 1999, en collaboration avec l’Union des artistes (UDA), l’Union des écrivaines et des écrivains québécois (UNEQ) et la Société des auteurs de radio, télévision et cinéma (SARTEC), l’OQLF remet les Mérites du français dans la culture.
Depuis 1999, remplaçant le Mérite de la langue française, l’OQLF remet le Prix Camille-Laurin pour souligner les efforts d’une personne qui, dans son milieu social, promeut l’utilité de la qualité de la langue française.
Depuis 2005, en collaboration avec l’Association Québec-France et le Mouvement national des Québécoises et des Québécois, l’Office québécois de la langue française remet le Prix littéraire Québec-France/Marie-Claire-Blais à un écrivain français pour son premier ouvrage.
En collaboration avec le ministère de l’Immigration du Québec, l’OQLF remet les Mérites en francisation des nouveaux arrivants. Une récompense est décernée à une personne immigrante non francophone, une seconde à une personne œuvrant dans le domaine de la francisation des immigrants et une troisième à un partenaire institutionnel ou communautaire en francisation.

## Plaintes
Les Québécois dont le droit de consommateur (« être informé et servi en français ») n’est pas respecté peuvent faire parvenir une plainte à l’OQLF, qui est responsable du processus des plaintes.
Les statistiques compilées par l’OQLF pour 2005-2006 révèlent que près de 1 306 plaignants ont rempli 3 652 plaintes. 1 078 (29,5 %) des plaintes provenaient de la région de Montréal, tandis que 883 (24,2 %) provenaient de la région de l’Outaouais et 386 (10,6 %) provenaient de la Montérégie.
Le non-respect de l’article 51, la langue des produits (étiquettes, emballages, manuels d’instructions, directives, certificats de garantie), s’élevait à un total de 43 % des plaintes. 13,8 % des plaintes concernaient le non-respect de l’article 52 (langue des catalogues, dépliants, directives d’entreprises) et 9,6 % concernaient les articles 2 et 5 (la langue du service).
Entre le 1er avril 2005 et le 31 mars 2006, l’OQLF a classé 2 899 plaintes. 797 étaient des cas résolus, 523 étaient des plaintes non fondées, 430 où le produit a été retiré immédiatement des tablettes, 199 plaintes étaient hors délai et 183 étaient des cas de traduction de produits. Pour l’année 2006, il y a eu 127 infractions allant de 250 à 5 000 $.

## Prédominance du français dans l'affichage
À l'origine, la Charte de la langue française obligeait tous les affichages commerciaux à être exclusivement en langue française. En 1988, lors de la poursuite de Ford c. Québec (Procureur général), la Cour suprême du Canada a jugé que cette pratique était anticonstitutionnelle. À la suite des protestations massives à l’appui de la législation, le gouvernement Bourassa a invoqué la disposition de dérogation et l'Assemblée nationale a adopté la loi 178, permettant à la loi de demeurer pour une période de cinq ans, après quoi elle devrait être révisée. En 1993, les Nations unies ont jugé que ce n’était pas de la compétence du gouvernement de limiter la liberté d’expression de cette façon particulière. Également en 1993, mais sans lien avec la déclaration des Nations unies, Québec a révisé la loi et a assoupli ses règlements linguistiques avec la loi 86, exigeant dorénavant que le français soit représenté de manière prédominante dans l’affichage extérieur des entreprises, tel que suggéré par la Cour suprême du Canada.